# 바운스 (2000년 영화)
《바운스》(영어: Bounce)는 2000년 개봉한 미국의 로맨틱 드라마 영화이다. 돈 루스가 연출과 각본을 맡았으며, 벤 애플렉, 귀네스 팰트로 등이 출연하였다.

## 출연
- 벤 애플렉 - 버디 애머럴 역
- 귀네스 팰트로 - 애비 저넬로 역
- 조 모턴 - 짐 윌러 역
- 너태샤 헨스트리지 - 미미 프레이거 역
- 토니 골드윈 - 그레이 저넬로 역
- 조니 갈렉키 - 세스 역
- 앨릭스 D. 린츠 - 스콧 저넬로 역
- 데이비드 도프먼 - 조이 저넬로 역
- 제니퍼 그레이 - 재니스 거레로 역
- 캐럴라인 에런 - 도나 역
- 에드워드 에드워즈 - 론 와처 역
- 리사 조이너 - TV 아나운서 역
- 환 가르시아 - 케빈 월터스 역
- 데이비드 세인트제임스 - 판사 역
- 데이비드 페이머 - 맨델 지방 검사 역 (크레디트 미기재)

## 기타 제작진
- 음악 감독: 랜들 포스터

## 우리말 녹음
SBS 성우진 (2003년 4월 27일)
- 안지환 - 버디(벤 에플렉)
- 송도영 - 애비(귀네스 팰트로)
- 강수진 - 세스(조니 갈렉키)
- 한상덕
- 최옥희
- 이호인
- 이종혁
- 송덕희
- 김영진